# 亚娜·库比奇科娃-波斯内罗娃
亚娜·库比奇科娃-波斯内罗娃（1945年1月9日—），斯洛伐克女子竞技体操运动员。她曾代表捷克斯洛伐克参加1964年和1968年夏季奥林匹克运动会体操比赛，获得二枚银牌，均来自女子团体全能项目。